# ناحیه ایگل، شهرستان کارلتون، مینه سوتا
ناحیه ایگل (به انگلیسی: Eagle Township) یک منطقهٔ مسکونی در ایالات متحده آمریکا است که در شهرستان کارلتون، مینه‌سوتا واقع شده‌است.
 ناحیه ایگل ۹۲٫۵ کیلومتر مربع مساحت و ۵۶۵ نفر جمعیت دارد و ۳۹۰ متر بالاتر از سطح دریا واقع شده‌است.